# Miss Bahia 2016
Miss Bahia 2016 foi a 62ª edição do concurso que escolheu a melhor candidata baiana para representar seu estado e sua cultura no certame nacional de Miss Brasil 2016. O evento contou com a participação de vinte municípios do estado com suas respectivas candidatas municipais em busca do título. Patrícia Guerra, vencedora do título do ano anterior, coroou sua sucessora ao posto no final da competição, que foi realizado no espaço de eventos Casa Salvatore, em Salvador. A apresentadora da Band Juliana Guimarães comandou o evento. A representante de Mata de São João, Juliana Oliveira foi a vitoriosa da competição mas foi descoberto logo em seguida sua gravidez. Assumiu portanto, Victória Esteves, a segunda colocada.

## Resultados

### Colocações
| Posição                 | Município e Candidata |
| Destronada              | - Mata de São João - Juliana Oliveira |
| Assumiu                 | - Salvador - Victória Esteves |
| 2º. Lugar               | - Camaçari - Caroline Oliveira |
| Finalistas              | - Lauro de Freitas - Ana Clara Couto - São Gonçalo - Letícia Mota                                                                             |
| (TOP 10) Semifinalistas | - Gandu - Aline Duarte - Jacobina - Layla Penas - Juazeiro - Clara Carvalho - Madre de Deus - Michaele Maia - Tucano - Juliane Calixto        |
| (TOP 15) Semifinalistas | - Araci - Ângela Moreira - Castro Alves - Yasmin Lima - Itaparica - Ladymirian Oliveira - Jaguarari - Alina Martins - Muritiba - Camila Rocha |

### Prêmio Especial
A Miss Be Emotion foi avaliada pela expert Manuela Dramond:
| Prêmio          | Município e Candidata      |
| Miss Be Emotion | - Tucano - Juliane Calixto |

### Ordem dos Anúncios
| 1. Araci 2. Camaçari 3. Castro Alves 4. Gandu 5. Itaparica 6. Jacobina 7. Jaguarari 8. Juazeiro 9. Lauro de Freitas 10. Madre de Deus 11. Mata de São João 12. Muritiba 13. Salvador 14. São Gonçalo 15. Tucano | 1. Lauro de Freitas 2. Gandu 3. Tucano 4. Salvador 5. São Gonçalo 6. Camaçari 7. Mata de São João 8. Jacobina 9. Madre de Deus 10. Juazeiro | 1. Mata de São João 2. Salvador 3. Camaçari 4. São Gonçalo 5. Lauro de Freitas | 1. Salvador 2. Mata de São João 3. Camaçari |

## Resposta Final

### Juliana Oliveira
Questionada pelo jurado Uran Rodrigues sobre três coisas que ela mudaria em si mesma, a vencedora respondeu:
| “ | Boa noite, boa noite a todos! Se eu pudesse mudar três coisas em mim eu mudaria a ansiedade, o nervosismo e outra questão, é o medo. Mais o medo de quê? O medo de ir e chegar lá e não poder fazer aquilo que eu tinha pretensão de fazer. Mas isso a gente consegue, eu consigo mudar. Mudar com a minha calma, tentando mostrar que eu posso ser calma mesmo com medo, nervosismo. Obrigada. | ” |

### Victória Esteves
Questionada pelo jurado Doda Guedes sobre qual o papel da mulher contemporânea atual, a segunda colocada respondeu:
| “ | Boa noite à todos, boa noite jurados. O papel da mulher na sociedade é ir além dos estigmas impostos sobre ela e mostrar que é capaz de fazer o que desejar e ir além. | ” |

## Jurados

### Final
Ajudaram a eleger a vencedora:
1. Andrea Velame, arquiteta;
2. Doda Guedes, Beauty Artist;
3. Lidia Salles, médica dermatologista;
4. Karina Ades, diretora do Miss Brasil;
5. Uran Rodrigues, fotógrafo;
6. Carolina Rosa, jornalista;

## Candidatas
O concurso contou com as candidatas de: 
| - Araci - Ângela Moreira - Cachoeira - Andrea Salomão - Camaçari - Carolina Oliveira - Castro Alves - Yasmin Lima - Feira de Santana - Nikele Ferreira - Gandu - Aline Duarte - Itaparica - Ladymirian Oliveira - Jacobina - Layla Penas - Jaguarari - Alina Martins - Juazeiro - Clara Carvalho | - Lapão - Amanda Malaquias - Lauro de Freitas - Ana Clara Couto - Madre de Deus - Michaele Maia - Mata de São João - Juliana Oliveira - Muritiba - Camila Rocha - Paulo Afonso - Lívia Rocha - Ribeira do Pombal - Indy Reis - Salvador - Victória Esteves - São Gonçalo - Letícia Mota - Tucano - Juliane Calixto |

## Crossovers
Já possuem um histórico em outros concursos:

### Estaduais
Miss Bahia
- 2015: Mata de São João - Juliana Oliveira (Top 05) [6]
  - (Representando o município de Salvador, além de ganhar o título de Miss Simpatia)

Miss São Paulo
- 2012: Jacobina - Layla Penas (2º. Lugar) [7]
  - (Representando o município de Cordeirópolis)
- 2014: Jacobina - Layla Penas[8]
  - (Representando o município de Cordeirópolis)